# フロント・ネックチャンスリー
フロント・ネックチャンスリー（Front Neck-Chancery）は、レスリングやプロレスで用いられる首関節技の一種である。別名はフロント・ネックロック（Front Neck Lock）。柔道川石メソッドでの別名は縦挫（たてひしぎ）。

## 概要
フロント・チョークと同様の体勢、向かい合った状態の相手を前屈みにさせて相手の頭部を自身の腋の下に抱え込み、首を絞めるのではなく、相手を抱える腕の手首で相手の頬骨をこするようにして相手の頭を自身の腹で90度回転させて自身の腹部を前方へと突き出すように体を反らせて相手の首を曲げて頸椎を極める。ネックロックの派生技。チョーク技が禁止されているキャッチ・アズ・キャッチ・キャンの技術として発展。総合格闘技の試合などではフロント・チョークを仕掛けたが、結果的にフロント・ネックロックになるケースもある。なお、この技は別名「フロント・ネックチャンスリー」とも呼ぶが、フロント・チョークをフロント・ネックチャンスリーと呼ばない。

### 逆挫
逆挫（ぎゃくひしぎ）は、クローズド・ガード・ポジションからのフロント・ネックチャンスリー。

### 抑挫
抑挫（おさえひしぎ）は、自らの横帯を掴んでのフロント・ネックチャンスリー。書籍『Ma méthode de judo』では縦四方固などからのものが紹介されている。

#### 抑胴挫
抑胴挫（おさえどうひしぎ）は、クローズド・ガード・ポジションから自らの横帯を掴んでの抑挫。

## 類似技
見た目が酷似している技に以下のものがあり、実際によく混同される。
フロント・チョーク
フロント・ネックチャンスリーが頸椎へのダメージを狙う首関節技であるのに対して、こちらは相手の頭上側から首を固め、気管もしくは頚動脈を圧迫する裸絞。詳細はフロント・チョークを参照。
フロント・ヘッドロック
フロント・ネックチャンスリーの体勢から頭部に片腕を回して抱え込み腋や上腕に力を入れて相手の頭蓋骨を締め上げるダメージを与える。スタンディングや中腰できめる場合が多い。ヘッドロックの派生技。
フロント・フェイスロック
フロント・ネックチャンスリーの体勢から前腕部に相手の顔面に当てて力を入れて相手の顔面を締め上げる。フェイスロックの派生技。フロント・ヘッドロックと同一とする場合もある。上記同様にスタンディングや中腰できめる場合が多い。

## フロント・ネックチャンスリー・ドロップ
フロント・ネックチャンスリー・ドロップ（Front Neck-Chancery Drop）は、プロレス技の一種である。

### 概要
相手の首をフロント・ネックロックの体勢で捕らえて、体をブリッジさせる勢いで相手を後方へと反り投げて背中を叩きつける。
日本での初公開は1963年3月23日、日本プロレスの蔵前国技館大会において、サンダー・ザボーが対アントニオ猪木戦で使用して、この技で猪木からピンフォールを奪っている。1966年3月21日、猪木は日本プロレスを一時離脱して4月23日に入団した東京プロレスでアントニオ・ドライバーの名称で使用していた。他の使い手としてはアンドレ・ザ・ジャイアントがいる。
見た目以上に全身の筋力を要する技ともいわれており、猪木は、この技を多用した影響で腰を痛めたため、使用していた時期は東京プロレス時代に限られている。また、アンドレも使用していた時期は体力的に充実していた全盛期に限られている。
この技をブレーンバスターの原型とする説があるが、ブレーンバスターの開発者であるキラー・カール・コックスは否定している。

### 派生技
ハーフハッチ・スープレックス
前屈みになった相手の首の後ろに正面から左腕を回し、相手の左脇の方から差し込んだ右手を相手の背中に添えて相手を抱えたまま体をブリッジさせる勢いで相手を後方へと反り投げて背中を叩きつけてブリッジを崩さずにフォールを奪う。
タイガー・ドライバー
タイガー・ネックチャンスリーとも呼ばれる。佐山聡がタイガーマスク（初代）の時代に開発したオリジナル技。片足を振り上げた勢いを生かして相手を後方へと反り投げて背中を叩きつける。
「タイガー・ドライバー」は実況アナウンサーの古舘伊知郎が名付けた技名であるが一般に浸透せず、マスメディアでは通常通りの項目名の技名が使用されることが多かった。
同名の技で三沢光晴がタイガーマスク（2代目）の時代に開発した「タイガー・ドライバー」があり、現在では三沢式の方が著名と思われるが全く別の技である。テレビゲーム『ファイヤープロレスリングシリーズ』では、佐山の独特のモーションを再現したタイガー・ネックチャンスリー・ドロップという技がある。
魔神風車固め
マシーン・スープレックスとも呼ばれる。スーパー・ストロング・マシーンのオリジナル技。前屈みになった相手の左腕を左手で掴んで折り曲げて相手の左脇に胸の方から差し込み、右手で相手の左腕を掴み、自由になった左手を相手の首の後ろに回し、体をブリッジさせる勢いで相手を後方へと反り投げて背中を叩きつけてブリッジを崩さずにフォールを奪う。
あすなろスープレックス
山田恵一のオリジナル技。前屈みになった相手の首の後ろに正面から左腕を回し、相手の左腕を抱き込むような感じで相手の胸の方に右腕を回し、右手で相手の右肘あたりを掴み、掴んだ腕を相手の胸の方に折り曲げて体をブリッジさせる勢いで相手を後方へと反り投げて背中を叩きつけてフォールを奪う。
天龍稲妻落とし
天龍源一郎のオリジナル技。フロント・ネックロックの要領で相手の首を捕らえて相手を持ち上げて背中から倒れ込み、相手の顔面のあたりを叩きつける。